# 清原りょう
清原 りょう（きよはら りょう、1986年5月1日 - ）は、日本の元AV女優。
秋田県出身。キュービック所属。趣味：スノーボード。

## 略歴
2005年にAVデビュー。スレンダーボディーのキカタン（企画単体）女優。
2008年4月に引退をささやかれたが、正式には2008年7月31日、KUDOKIX(実録出版)から発売される引退記念作品をもって、引退となる。
最後の作品は、工藤澪が監督した。

## 出演作品
※撮りおろし作品(大人数出演のオムニバス作品を除く)のみ
2005年
- 帰ってきたスーパーヒロイン 10（8月12日 GIGA）
- 超能力ハイスクール パート1 転校生はハレンチエスパー!学園パンチラウォーズ（9月8日、V&Rプロダクツ）
- 街でうわさの中出しギャル3（9月13日 隼エージェンシー）
- ロリロリ中出し2（9月13日 隼エージェンシー）
- 僕は女性専用マンションオーナー パート2（9月22日 V&Rプロダクツ）
- マジ友達の前で公開SEX（10月6日 甲斐正明事務所）

2006年
- リクルートスーツマニア　VIRTUAL主観（1月13日 カルマ）
- 近親強姦3 私、お兄ちゃんにおしおきされて犯されちゃいました（1月13日 隼エージェンシー）
- レイプ現場5 オマ○コをメチャクチャにされた6人の女子校生（1月13日 隼エージェンシー）
- HIGH SCHOOL FUCK（2月1日 アイデアポケット）
- 女子校生強制中出し8（2月10日 隼エージェンシー）
- トリプル痴女DX（4月13日、MOODYZ）
- 女子校剣道部集団ジャック 2（4月21日、笠倉出版社）
- 東京ナイトガール 1 東京ナイト 女の子達の実態（5月13日 カルマ）
- 魅惑のランジェリーパブ 2（6月8日 V&Rプロダクツ）
- ゆるカワ素人美人（6月20日 NOVA）
- 巨乳でまたがってしてあげる（7月14日 TMA）
- 服従イラマチオ ～イマドキお姉ギャル咽喉強奪～（8月4日 タカラ映像）
- WOMAN[日本の女性に惚れなおす]（8月5日 ドリームチケット）
- バイブの虜 21（8月10日 プールクラブ）
- Bath room 6（9月2日 フリービジョン）
- 脚フェチDE痴女 part．1（9月19日 スタイルアート）
- 顔面騎乗M的願望 1（9月22日 U&K）
- 変態SEXの虜になり、牝奴隷になったマゾ女（9月28日 Firsst Revolution）
- ヨコハマ★フェミニスタ 01（10月20日 プレステージ）
- 素人ギャルズ［LEVEL A］ 22（10月20日、ジャパンホームビデオ）
- Beauty Style 13 青山 RYO 19歳（10月25日 イエロー）
- ジーンズ顔面騎乗 VOL.2（10月25日 ジャネス）
- 癒らし。VOL.23（11月4日 アウダースジャパン）
- 女子校生W連続絶頂（11月4日 タカラ映像）
- in X'mas[夜這いする小悪魔]（11月15日 ドリームチケット）
- 尻穴ベロ舐め館（11月16日 十色）
- AVギャルのお宅訪問したいな! 2（11月20日 ホットエンターテイメント）
- Stylish 痴女（11月22日 サンクチュアリ）
- コスりつける女（11月25日 ジャネス）
- I Love オジサマ（12月5日 ワープエンタテインメント）
- 新婚生活（12月7日 タカラ映像）
- 超［チョ～］お宝 vol.01（12月15日 ワープエンタテインメント）
- FRAGRANCE 20 原宿 RYOU 19歳（12月25日 イエロー）

2007年
- まんぷくイジリ（1月16日 十色）
- Race Queen Groove LAP1（2月7日 プレミアム）
- ド変態 過激大乱交（2月8日 SODクリエイト）
- AVアイドルの本物友達をイクまでハメちゃう超エッチ王様ゲーム（2月8日 SODクリエイト）
- 近親レイプ4時間（2月10日 隼エージェンシー）
- Pink★Gals　［女豹ギャルズ］（2月15日 ドリームチケット）
- 極GOKKUN（2月19日 エムズビデオグループ）
- 妹たちに犯されたい…。2（2月19日 ドグマ）
- りょうの素のSEX!全部見せちゃいます!!（2月24日 オーロラプロジェクト）
- モザイク一切無し!!丸見え全開!!! ぼくの子宮 りょう（3月20日 グリッターズフィルムズ）
- 人気AV女優が出会いサイトで素人くんをゲット! オモチャにしちゃうゾ…（3月25日 P☆MAX）
- 美女と黒い野獣（4月1日 ワンズファクトリー）
- NYMPH & VENUS 清原りょう&辻あずき（4月14日 オーロラ・プロジェクト）
- 私立イカセ学園 完全版（4月20日、メディアステーション）
- 妄想クリニック 中出しナースコール（5月3日 ワンズファクトリー）※AV OPEN 2007エントリー作品
- ミリオンドリーム2007前編 ミリ商、痴女-1グランプリに出場!（5月3日 ケイ・エム・プロデュース）※AV OPEN 2007 エントリー作品
- 間違ってキモ男ばかりの夜間学校に入学しちゃった女の子（5月4日 タカラ映像）
- ギャル痴女ツインズ 02 レズるほど発情（5月4日 ディープス）
- バイブの虜 23（5月11日 プールクラブ）
- Mugyu 6（5月13日 激弾カーニバル）
- AFTER ほしのみゆ&清原りょう（5月25日 イエロー）
- KUDOKIX 006（5月31日 実録出版）
- 集団電マ責め 無限イカせ中出しFUCK（6月1日 ワンズファクトリー）
- お嬢様とメイドの禁断な関係（6月1日 アウダースジャパン）
- DOKIレズ11（6月1日 アウダースジャパン）
- 彼女のカノジョと*20（6月1日 ゴーゴーズ）
- ノーモザイクダンサー メコすじ-RR 食い込みエロダンスSPECIAL（6月13日 カルマ）
- エロGAL×2（6月16日 マキシング）
- 生中出し女子校生 4時間 3（6月18日 メディアステーション）
- 美しい女の初真性中出しFUCK 全編ミラクルモザイク（6月19日 エムズビデオグループ）
- 極楽アクメ（6月25日 しのだプロジェクト）
- 凌辱汁悶絶 アクメ主義（7月4日 AVS）
- バコバス2006&2007特別編（7月13日、MOODYZ）
- ミリオンドリーム2007外伝 ロリ痴女チーム編 完全版 ～宇宙学園の天使たち～（7月27日 ケイ・エム・プロデュース）
- 輪姦生中出し20連発（8月1日 ワンズファクトリー）
- 6.5周年記念作品 No.1美女軍団 黒人 銀行強盗事件 中出し50連発（8月4日、アイエナジー）
- ミリオンドリーム2007 後編 ～意志を継ぐもの～（8月17日 ケイ・エム・プロデュース）
- 生中出し女子校生 4時間 3（8月17日 メディアステーション）
- 解禁！連続真正中出し9連射!（8月19日 みるきぃぷりん♪）
- 超能力ハイスクール パート1 転校生はハレンチエスパー!学園パンチラウォーズ（9月8日、V&Rプロダクツ）
- 女神の手 ～豪華熟姫達の手コキ三昧～（9月7日 ZONE）
- 中出しFUCK21連発 [保育士 清原りょう]（9月13日 カルマ）
- 鬼イカセ しかも生中出し（9月18日 レアル・ワークス）
- キレイめ妄想お姉さん（9月19日 BRAVO）
- 性感ch 性感マッサージを受ける女優たち（9月19日 BRAVO）
- 精液膣内発射 白濁液中出し25発（9月20日 ヒビノ）
- 失禁遊戯 おもらし美人 2（10月15日 ジャネス）
- 超デジモ しかも最後は生中出し（10月19日 レアル・ワークス）
- 極上な美女に犯されたい 3（10月19日 スタイルアート）
- 飲尿中出しゴックンWメイド（10月19日 エムズビデオグループ）
- 生中出し女子校生SP 清原りょう 完全版（10月26日 メディアステーション）
- 清原りょう 生中出しスペシャル（11月7日 プレミアム）
- W変態捜査官 M男狩りギャルズ（11月15日 ジェイモデル）
- 素人コギャルHEAVEN4時間 NEO 2（11月16日 おかず。(ケイ・エム・プロデュース））
- 日本一うれっ娘の在籍するAVプロダクションの温泉社員旅行はやっぱりエロかった!?そこで働く業界で噂の美人マネージャーやHカップのメイクさんもやっぱりエロエロだった!?（11月22日、SODクリエイト）
- 綺麗なお姉さんの逆ナンパエロ実習（11月25日 ホットエンターテイメント）
- ふたなり白百合女学院 ほしのみゆ（12月1日 TMA）※AVグランプリ2008 グランプリステージ エントリー作品
- 憧れの同級生の体をゲットした深町君のHなイタズラ 2（12月1日 グローリークエスト）
- 美脚×ローライズ短パン×露出デート（12月13日 マルクス兄弟）
- ダブろり スペシャル 完全版 ～お義兄ちゃん大好き 7人の義妹たち～（12月17日、メディアステーション）
- ラブレズ 〔清原りょう&小峰由衣〕（12月19日 みるきぃぷりん♪）
- 女子校生集団痴女バスツアー 1（12月19日 スタイルアート）
- ボクらの秘技伝授 俺だけのテクニック 全国版（12月20日、SODクリエイト）
- AV女優グランプリ（12月25日、トップワン）

2008年
- ザーメン中出し凌辱社長秘書（1月1日 ワンズファクトリー）
- みるきいHiスクール!（1月19日、みるきぃぷりん♪）
- 接吻女子校生!1（1月19日 スタイルアート）
- THE BLACK ROOM 強制玩具奴隷（2月25日、イマージュ）
- HIBIKI女王様のミストレスレズ奴隷 1（2月5日 ジャネス）
- 女子校生の合宿で自画撮りオナニー 1（2月15日 ジャネス）
- GAL妻☆集団乱交（2月19日 kira☆kira）
- エロカッコイイ女のクィーン×クィーン×M女レイプ!! 1（2月19日 スタイルアート）
- 鬼達磨（2月21日 アイエナジー）
- LOVE タイツ EX 2（2月22日 HRC）
- W連続真正中出し（3月7日 みるきぃぷりん♪）
- 新米美容師逆ナン（3月20日 Hunter）
- 失禁遊戯おもらし学園! 2（3月25日 ジャネス）
- 投稿マニア 二匹の獲物（4月1日、シネマジック）
- 引退!!一回だけのアナルSEX!! アナル処女Fuck!!（4月7日、みるきぃぷりん♪）
- パイパンレズビアン もしも…こ～んなエロカワイイ双子の姉妹がいたら?（4月13日、カルマ）
- お嬢様系ポルチオ殺し 残酷公開処刑 ～Baby's Party～（5月3日、BABY ENTERTAINMENT(ベイビーエンターテイメント））
- 暮らしに役立つ Hな実演販売（5月8日、V&Rプロダクツ）
- 仕事で着ているワケじゃない！！ 清原りょう（5月15日、テイクワン）
- 中出し強要ギャル痴女NEO 4時間 2（5月16日 おかず。(ケイ・エム・プロデュース））
- 革手袋の女SPECIAL（5月16日、レアル・ワークス）
- スーパーマーケット羞恥露出アクメ!（6月5日 Hunter）
- となりの美人妻 第5章 7人の美人妻たち（6月14日 隼エージェンシー）
- フェラ!!大好き!?（6月14日 隼エージェンシー）
- Black Sod 空中拷問アクメ刑務所（6月19日 SODクリエイト）
- これが噂のギャルナース強制勃起病棟（6月19日 ナチュラルハイ）
- Hなファーストフード店・M字にナルドへようこそ!2（6月19日 V&Rプロダクツ）
- 黒人デカマラFUCK 12人4時間（7月1日、ワンズファクトリー）
- 逆ナンパ中出し 4 ナンパして中出しさせる7人のギャル（7月12日 隼エージェンシー）
- THE FINAL EDITION 〜確かに、君が、そこにいた。（7月31日、KUDOKIX(実録出版））※引退作品
- 超絶痴女QUEEN 極上ファックSP!!Vol.3（8月15日、イマージュ）
- いい中出し 愛ある中出し お願い中に出して欲しいの NEO（8月18日 おかず。(ケイ・エム・プロデュース））
- kira☆kira HIGH SCHOOL GALS Vol.5（8月19日 kira☆kira）
- 脚線美の誘惑（9月5日 ジャパン）
- 女の集団にパンツを脱がされチンポ見られちゃいました。2 下着メーカー編（9月7日 プレミアム）

## 出演

### テレビドラマ
- Xenos （2007年、テレビ東京）
- 特命係長 只野仁 SP '08 大手銀行派遣女子行員が仕掛けた罠（2008年2月、テレビ朝日）